# 耶爾斯維克山脈
耶爾斯維克山脈（德語：Gjelsvikfjella）是南極洲的山脈，位於南極大陸東部的毛德皇后地，全長50公里，最高點海拔高度2,705米，該山脈在1938至1939年間被德國探險隊發現。